# Kecamatan Lawe Sigala-gala
Kecamatan Lawe Sigala-gala (indonesiska: Lawe Sigala-gala) är ett distrikt i Indonesien.   Det ligger i provinsen Aceh, i den västra delen av landet, 1 500 km nordväst om huvudstaden Jakarta.